# Pontinus castor
Pontinus castor és una espècie de peix pertanyent a la família dels escorpènids.

## Descripció
- Fa 46 cm de llargària màxima (normalment, en fa 30).[6][7][8]

## Hàbitat
És un peix marí, demersal i de clima tropical (32°N-9°N) que viu entre 45-400 m de fondària.

## Distribució geogràfica
Es troba a l'Atlàntic occidental: des de Bermuda i el sud-est de Florida fins a Colòmbia.

## Observacions
És verinós per als humans.